# كيرك بوفيل
كيرك بوفيل (بالإنجليزية: Kirk Bovill)‏ مواليد 17 يناير 1961 في وين، هو ممثل ومنتج أمريكي بدأ مسيرته الفنية سنة 2007.

## الأعمال

### أفلام
- انهض
- ولاية جونز الحرة
- امرأة القرن العشرين

### مسلسلات
- عقول إجرامية
- سي اس آي: التحقيق في موقع الجريمة
- شبح هامس
- أيام حياتنا
- أبناء الفوضى
- غريز أناتومي
- بروكلين ناين-ناين
- بوش
- ذا منتاليست
- هاواي فايف أو

### ألعاب فيديو
- ديد ريسنج 3

## وصلات خارجية
- كيرك بوفيل على موقع IMDb (الإنجليزية)
- كيرك بوفيل على موقع قاعدة بيانات الأفلام العربية
- كيرك بوفيل على موقع ألو سيني (الفرنسية)
- كيرك بوفيل على موقع أول موفي (الإنجليزية)
- كيرك بوفيل على موقع قاعدة بيانات الفيلم (الإنجليزية)
- كيرك بوفيل على موقع كينوبويسك (الروسية)
- الموقع الرسمي